# Râul Snake
Râul Snake, conform „Snake River”, este un râu din regiunea de vest a Statelor Unite ale Americii.  Are o lungime de 1.670 km și este un afluent al fluviului Columbia.
Râul Snake izvorăște în Parcul Național Yellowstone, curge spre sud prin statul Wyoming, Parcul Național Grand-Teton. După travesarea canionului omonim, Snake River Canyon, curge spre vest pe lângă orașele Idaho Falls și Twin Falls. Travesează apoi o zonă de câmpie, numită Snake River Plain, și devine granița naturală dintre statele Idaho și Oregon.  În apropierea localității Twin Falls, râul are pe cursul său o cădere de apă de circa 70 m numită Shoshone Falls, supranumită de localnici Niagara din vest (conform, "Niagara's of the West”).

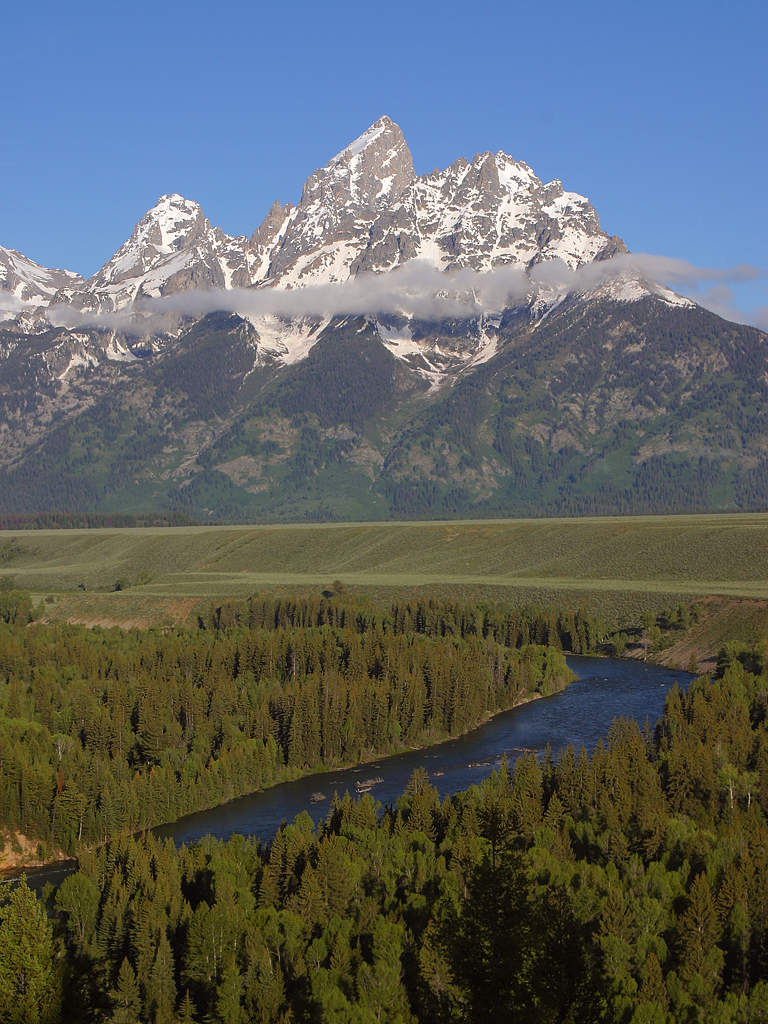
Snake River și masivul montan Grand Teton.

La sud de Lewiston, statul Idaho, Snake River traversează Hells Canyon (Defileul-Iadului), care are pereți verticali ce ating până la 2.410 m, fiind printre cele mai adânci chei din lume. După confluența cu Clearwater River, pe teritoriul statului Washington, râul Snake are pe cursul său mai multe baraje cu hidrocentrale.  În apropiere de Pasco, statul Washington, Snake River se varsă în fluviul Columbia.
Numele mai vechi al râului Snake a fost „Lewis River”, fiind denumit după Meriwether Lewis, unul din cei doi lideri ai Expediției lui Lewis și Clark din anii 1804 - 1806, care a cercetat cursul acestui râu.
Numele său actual de Snake (Șarpe) provine probabil de la curburile numeroase pe care le are pe cursul său, asemănător modului cum un șarpe se deplasează, și/sau al literei S, sau al unui simbol asemănător litereiS, semn al indienilor Shoshone, pe care aceștia l-au folosit în decursul contactului cu Lewis și Clark pentru a descrie râul.
1. 1 2 3 4 5 6 7 8 9 10  National Hydrography Dataset[*] Verificați valoarea |titlelink= (ajutor)